# Mouvement Emmaüs
Pour les articles homonymes, voir Emmaüs.
Le mouvement Emmaüs est un ensemble d’associations et groupements de solidarité présents dans 41 pays. La première communauté Emmaüs, d'inspiration initialement chrétienne, a été fondée en 1949 en France par l’abbé Pierre (Henry Grouès). Les divers groupes Emmaüs actuels, en France et à l'étranger, sont sans attache religieuse et ont pour objet la lutte contre la pauvreté et l'exclusion, par des moyens divers et adaptés au contexte des pays où ils se trouvent. La majorité d'entre eux ont une activité économique, souvent basée sur la récupération et le réemploi, mais pas exclusivement. Dans certaines régions, les groupes Emmaüs pratiquent également l'agriculture (en Afrique et en Asie) et le micro-crédit (au Liban et au Bangladesh notamment).
Les communautés Emmaüs sont le type de groupe Emmaüs le plus répandu, tant en France que dans le reste du monde. Elles pratiquent la récupération, la remise en état et la revente de matériaux reçus en dons. Les personnes accueillies dans les communautés sont appelées « compagnons d'Emmaüs ».
Emmaüs International a été créé en 1971 pour regrouper l'ensemble des groupes Emmaüs du monde, qui étaient plus de 300 en 2011. Emmaüs France regroupe les 175 groupes Emmaüs français et a été créé en 1985.

## Histoire du mouvement Emmaüs

### Les origines du mouvement Emmaüs
En 1949, l'abbé Pierre, député MRP de Meurthe-et-Moselle, achète une maison à Neuilly-Plaisance, non loin de Paris. Cette maison étant « trop grande » selon lui, il crée dans son habitation une auberge de jeunesse internationale qu'il appelle « Emmaüs », en référence à l'épisode biblique d'Emmaüs. Il est accompagné de sa secrétaire, Lucie Coutaz, qu'il a rencontrée dans la résistance, et qui est considérée comme la cofondatrice du mouvement Emmaüs.

En novembre 1949, l'abbé Pierre rencontre Georges Legay, ancien bagnard, qui est désespéré et pense au suicide. L'abbé Pierre tente de lui redonner la volonté de vivre : 

« Je ne peux pas t'aider, je n'ai rien à te donner. Mais toi, tu peux m'aider à aider les autres. »

— Abbé Pierre, Citation sur le site d'Emmaüs Neuilly-Plaisance
Georges accepte alors de suivre l'abbé Pierre et de se consacrer à cette tâche. Il devient ainsi le premier compagnon d'Emmaüs. Cette rencontre constitue l'acte fondateur du mouvement Emmaüs.
Bien que fondé par un prêtre catholique, député de surcroît, le mouvement Emmaüs s'est voulu totalement neutre sur les plans religieux et politique. Il est ouvert à toutes les nationalités, les origines ethniques, sans juger les convictions de ceux à qui il porte assistance sans distinction.

### Le développement d'Emmaüs en France

#### L'appel de l'abbé Pierre (hiver 1954)
En hiver 1954, le froid atteint des niveaux très importants. La situation est aggravée par la pénurie de logements qui suit la Seconde Guerre mondiale. L’abbé Pierre lance alors un appel sur les ondes de Radio Luxembourg :

« Mes amis, au secours ! Une femme vient de mourir gelée cette nuit à 3 heures, sur le trottoir du boulevard Sébastopol, serrant sur elle le papier par lequel, avant-hier, on l’avait expulsée »

— Abbé Pierre, Le texte de l'appel de l'abbé Pierre sur Wikisource
.
Cet appel déclenche « l’insurrection de la Bonté », entendu à la fois par les pouvoirs publics et par l'ensemble de la société française, qui y répond massivement. Les dons en nature et en argent sont collectés dans un premier temps à l'hôtel Rochester.

#### La création de l'association Emmaüs (1954)
C'est en 1954 que l'association Emmaüs est créée dans le but d'organiser ce mouvement. L'immeuble du 32, rue des Bourdonnais, siège de l'association, est acheté avec l'argent de l'insurrection de la Bonté. Par la suite, le mouvement Emmaüs se regroupera au sein d'Emmaüs International (à partir de 1971) et, pour sa branche française, d'Emmaüs France (à partir de 1985). L'association Emmaüs continue à exister en tant que telle, mais s'occupe désormais exclusivement des centres d'hébergement et autres centres d'accueil de Paris et de la proche banlieue. Elle connaît un important regain d'activité pendant les années 1980 avec le développement du phénomène des « nouveaux pauvres ».

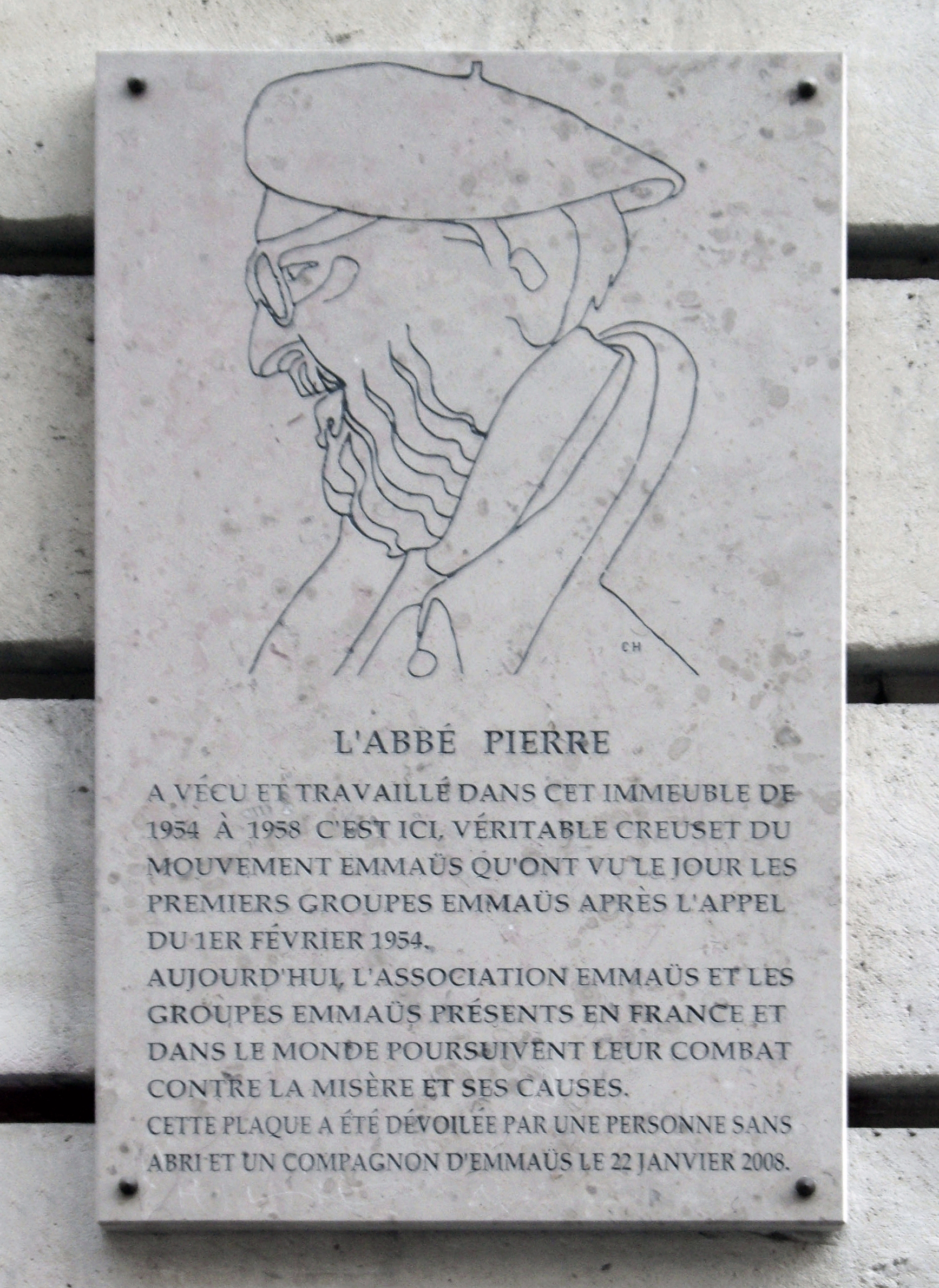
Plaque commémorative au siège de l'association Emmaüs, 32, rue des Bourdonnais à Paris.

Aujourd'hui, l'association Emmaüs gère plus de 20 centres d'accueils à Paris et en banlieue parisienne, et emploie plus de 400 travailleurs sociaux.
Le 22 janvier 2008, à l'occasion de la commémoration du premier anniversaire de la mort de l'abbé Pierre, une plaque commémorative est apposée à « l'immeuble du 32 », siège de l'association Emmaüs et cœur historique du mouvement Emmaüs, par un SDF et un compagnon d'Emmaüs, en présence de Bertrand Delanoë, maire de Paris.
En mars 2010, les salariés de l'association Emmaüs se sont mis en grève pour dénoncer leurs conditions de travail et des contrats parfois précaires.

#### La diversification des activités et création de structures (1954-1978)
Les années suivantes voient la création de nombreuses structures au sein d’Emmaüs : HLM Emmaüs (aujourd'hui Emmaüs Habitat), UNASL (Union nationale d'aide aux sans-logis, février 1955) qui devient en 1957 Confédération générale du logement, puis SOS familles Emmaüs, ainsi qu'un grand nombre de communautés Emmaüs.
En 1958, l'Union centrale de communautés Emmaüs (UCC) est créée. Elle regroupe environ 14 communautés Emmaüs qui expriment leur désir de structurer et de professionnaliser Emmaüs. Il s'agit surtout de mettre en place un salariat des responsables et leur recrutement à l'externe ainsi qu'une formation poussée de type professionnel.
L'abbé Pierre exprime à plusieurs reprises sa méfiance envers cette structuration. L'Union des Amis et des Compagnons d'Emmaüs (UACE) est créée en 1971 avec comme premier président Roland Jeanniot, épaulé par Raymond Étienne. Regroupant d'autres communautés plus proches de la vision de l'abbé, l'UACE cherche à recréer l'unité et privilégie la promotion des membres issus des communautés aux fonctions de responsabilité. Cette fédération va largement contribuer à la multiplication du nombre de groupes Emmaüs en France, notamment par l'organisation de camps de jeunes, dans les années 1970. De nombreux groupes Emmaüs et responsables du mouvement Emmaüs sont issus de cette pratique des camps de jeunes.
Une autre pratique très répandue dans cette mouvance UACE d'Emmaüs est l'organisation de communautés itinérantes : un groupe de compagnons d'Emmaüs se déplaçant de ville en ville pour organiser des collectes de matériel et des ventes. Souvent, après quelques semaines ou mois d'itinérance, le groupe trouvait un endroit où se stabiliser, et une nouvelle communauté fixe était créée. Cette pratique, qui n'est plus utilisée aujourd'hui, a également grandement contribué à l'accroissement du nombre de communautés Emmaüs.
À son tour, cette UACE connaîtra des oppositions internes, qui seront à l'origine de la création d'Emmaüs Liberté et d'Emmaüs Fraternité, deux autres familles de communautés.

#### Les prémices d'Emmaüs France (1978-1985)
Avant la création d'Emmaüs France, les groupes Emmaüs sont très divisés. Les communautés Emmaüs sont regroupées selon leurs types de fonctionnement dans différentes fédérations, ou familles. L'Union centrale de communautés Emmaüs (UCC) est la plus importante d'entre elles, numériquement et financièrement (voir la partie 1958 : la création de l'union centrale de communautés). La place de l'UCC est fondamentale dans la structuration du mouvement Emmaüs : elle fournira par exemple à Emmaüs France l'ensemble de ses présidents depuis sa création.
D'autres types de groupes Emmaüs existent : des comités d'amis, constitués uniquement de bénévoles, des SOS familles Emmaüs, aidant les familles surendettées, sans oublier l'association Emmaüs de Paris, qui gère les centres d'hébergement de la capitale.
Tous ces groupes se retrouvent à l'échelle mondiale dans Emmaüs International, créé depuis 1971 (voir la partie L'origine de la création d'Emmaüs International (1963-1969)). Cependant, il n'existe aucune structure de rencontre à l'échelle nationale.
À partir de la fin des années 1970, quelques responsables de communautés, dont Raymond Étienne, responsable de la communauté Emmaüs de Metz, et Laurent Desmard, qui deviendra plus tard le secrétaire de l'abbé Pierre, s'attèlent à la difficile tâche de préparer la création d'Emmaüs France. Ils parcourent les groupes Emmaüs, organisent des rencontres, etc.
Ils parviendront à leurs fins en 1985, avec la création d'Emmaüs France. Raymond Étienne, artisan de sa création, en est le premier président.

#### La présidence de Raymond Étienne et la création de la Fondation abbé Pierre (1985-1995)
Raymond Étienne va d'abord s'attacher à créer des zones de dialogue entre les différentes composantes du mouvement Emmaüs, dont certaines sont en conflit ouvert.
Selon la volonté de l'abbé Pierre, il crée en 1988 la Fondation Abbé-Pierre pour le logement des défavorisés. À la différence des associations du mouvement, la Fondation abbé Pierre fait appel aux dons des particuliers, ce qui entraîne un débat au sein d'un mouvement Emmaüs dans lequel l'autosuffisance s'acquiert plutôt par le travail et l'activité économique. La création de la fondation abbé Pierre marque pour Emmaüs un réel retour sur la scène du combat pour le droit au logement, composante essentielle de l'identité d'Emmaüs dès les premières années de son existence.

#### La présidence de Jean Rousseau, une période de transition (1995-2002)
Jean Rousseau, responsable de la communauté Emmaüs d'Angers depuis 1981, devient président d'Emmaüs France en 1996. Il s'attache alors à structurer le mouvement Emmaüs.
Pour préparer l'organisation du mouvement Emmaüs en « branches » (voir la partie Emmaüs France aujourd'hui), Jean Rousseau demande à chaque communauté de rejoindre l'une des fédérations ou familles de groupes Emmaüs. Ainsi, des interlocuteurs sont identifiés pour débattre avec les différentes tendances du mouvement.
La présidence de Jean Rousseau prépare l'organisation actuelle, mise en place sous la présidence de Martin Hirsch.

#### La présidence de Martin Hirsch et la réforme d'Emmaüs France (2002-2007)
La présidence de Martin Hirsch sera le temps de la mise en place de la nouvelle organisation d'Emmaüs France, et de son regroupement en trois branches selon le type d'activité (voir Emmaüs France aujourd'hui).
En 2007, Nicolas Sarkozy, élu président de la République, lui propose d'entrer au gouvernement. Martin Hirsch accepte et démissionne le 18 mai 2007 de la présidence d'Emmaüs France afin de préserver l'indépendance du mouvement Emmaüs. Pour le remplacer, Christophe Deltombe, avocat parisien ayant défendu à plusieurs reprises différentes composantes du mouvement Emmaüs au tribunal, est nommé président d'Emmaüs France.

### Le développement d'Emmaüs à l'international

#### L'origine de la création d'Emmaüs International (1963-1969)
Les nombreux voyages de l'abbé Pierre ont entrainé la création de groupes Emmaüs dans le monde entier, et notamment en Amérique Latine, en Afrique, en Asie, en Europe. Mais jusqu'à la fin des années 1960, l'abbé Pierre est le seul lien entre tous.
Lorsqu'en 1963 l'abbé Pierre manque de se noyer lors d'un naufrage dans le Río de la Plata en Argentine, la nécessité de créer une structure permettant aux groupes Emmaüs de se rassembler se fait jour. L'abbé Pierre entame alors une nouvelle série de voyages afin de préparer la première rencontre internationale du mouvement.

#### Les premières rencontres mondiales et la rédaction du manifeste universel (1969-1971)
La première réunion mondiale des groupes d'Emmaüs International a lieu à Berne au Palais fédéral suisse en 1969. Cette rencontre, présidée par Marcel Farine, alors président d’Emmaüs-Suisse, adopte un manifeste universel et met sur pied un secrétariat international. Les statuts de l’organisation sont adoptés par l'assemblée générale de Montréal (Canada), en 1971, date de création officielle d'Emmaüs International.

Le manifeste universel exprime entre autres le but d'Emmaüs : 

« Agir pour que chaque homme, chaque société, chaque nation puisse vivre, s’affirmer et s’accomplir dans l’échange et le partage, ainsi que dans une égale dignité. »

— Extrait du Manifeste universel du mouvement Emmaüs, Source sur le site d'Emmaüs France

#### Les débuts d'Emmaüs International (1971-1988)
Jusqu'en 1988, Emmaüs International est principalement un organe de coordination et de liaison entre les groupes Emmaüs dans le monde. Les assemblées générales successives définissent entre autres le cadre de l'activité des groupes Emmaüs et les conditions de leurs engagements politiques.

#### La dimension politique d'Emmaüs International (1988-1999)
C'est à partir de l'assemblée générale de Vérone (Italie), en 1988, qu'Emmaüs International prend une véritable dimension politique et n'est plus seulement un organe de coordination. Cette assemblée verra l'arrivée à la présidence de l'Italien Franco Bettoli, mort le 4 avril 2008,. Il sera président d'Emmaüs International jusqu'en 1999. Pendant cette période, Emmaüs International se rapproche des mouvements altermondialistes :
- Une lettre est envoyée au Fonds monétaire international lors de l'assemblée mondiale de Vérone en 1988 ;
- Susan George, l'une des fondatrices du mouvement ATTAC, a notamment été invitée à intervenir à l'assemblée mondiale d'Emmaüs International de 1996.

En 1999, lors de l'Assemblée générale d'Orléans, Franco Bettoli est remplacé à la présidence d'Emmaüs International par un autre Italien, Renzo Fior, président jusqu'à l'assemblée générale de 2007 à Sarajevo (Bosnie-Herzégovine).

#### La révision statutaire d'Emmaüs International (1999-2007)
La présidence de Renzo Fior a permis une profonde révision des statuts d'Emmaüs International, actée lors de l'assemblée générale de Ouagadougou (Burkina Faso) en 2003. Cette réforme a entraîné notamment une plus grande décentralisation dans le fonctionnement du mouvement Emmaüs, avec des compétences élargies dévolues aux quatre régions du mouvement : Afrique, Amérique, Asie, Europe.
La première mandature de Renzo Fior (1999-2003) a été le temps de la consultation au sein du mouvement pour préparer le vote des nouveaux statuts. Cette réforme a été progressivement mise en œuvre pendant la seconde mandature de Renzo Fior, et aujourd'hui sous la présidence de Jean Rousseau.

## Le mouvement Emmaüs aujourd'hui

### Emmaüs en France aujourd'hui
Depuis janvier 2003 et la réforme menée par Martin Hirsch, Emmaüs France est organisé en trois branches, regroupant trois secteurs d'activités distincts :

#### La branche communautaire
Les communautés Emmaüs, aujourd’hui au nombre de 117 en France, sont le projet central du mouvement Emmaüs. Les communautés sont des lieux d’accueil, de vie, de travail et de solidarité qui fonctionnent uniquement grâce à l’activité de récupération des compagnons d'Emmaüs, personnes exclues accueillies de façon « inconditionnelle » pour une durée indéterminée. Ces communautés ont une activité qui consiste à recevoir les dons des particuliers (meubles, vêtements, bibelots, vélos, etc.), à les remettre en état si besoin et à les revendre à un prix peu élevé. Les communautés accueillent aujourd’hui près de 3 880 personnes exclues. Ces personnes accueillies sont appelés « compagnons d'Emmaüs ». Elles sont autosuffisantes et ne reçoivent aucune subvention de fonctionnement.
Les différentes communautés étaient jusqu'en 2008 regroupées en sept fédérations. Ces fédérations avaient chacune leur mode d'organisation et de fonctionnement. La plus importante, numériquement, était l'Union centrale de communautés Emmaüs, créée en 1958. Cependant, la réforme de l'organisation interne d'Emmaüs France a entrainé la disparition de ces fédérations et leur fusion au sein de la branche communautaire d'Emmaüs France.
Depuis le 14 juillet 2009, les communautés Emmaüs disposent d'un statut reconnu par l'État. Ce statut a été adjoint au décret de création du revenu de solidarité active, sous l'influence de Martin Hirsch, devenu haut-commissaire aux solidarités actives contre la pauvreté.

#### La branche action sociale et logement
La branche action sociale et logement d'Emmaüs France est principalement constituée des structures suivantes :
- Emmaüs Solidarité (Paris) s'occupe des centres d'hébergements de Paris et organise également des maraudes pour aider les personnes sans domicile fixe de la capitale ;
- La Fondation Abbé-Pierre pour le logement des défavorisés, créée en 1988, qui rénove des logements insalubres et publie tous les ans un rapport sur le mal logement en France ;
- Emmaüs Habitat (anciennement HLM Emmaüs), une société de gestion de HLM ;
- La Confédération générale du logement, un syndicat de locataires ;
- Les SOS familles Emmaüs, qui luttent contre le sur-endettement en accordant aux familles en difficulté des prêts à taux zéro.
- Emmaüs Connect, association loi de 1901 créée en 2013, lutte contre l’exclusion numérique des personnes en situation de précarité sociale.

#### La branche économie solidaire et insertion
Les structures de la branche économie solidaire et insertion sont de natures diverses. Les principaux types de structures sont les suivants :
- Les comités d'amis d'Emmaüs sont des associations constituées uniquement de bénévoles, fonctionnant sur le même type d'activités que les communautés, et reversant leurs bénéfices à la solidarité. On compte 43 comités amis en 2024 ;
- Les structures d'insertion sont de natures diverses et sont souvent liées à une communauté Emmaüs. Elles agissent principalement dans le recyclage et le réemploi du textile. On en compte 51 en 2024 ;
- Un site de vente en ligne : Label Emmaüs[25], créé en 2016 par Maud Sarda.

#### Alliances et partenariats d'Emmaüs France
Sur la question du droit des migrants
Emmaüs France est membre du collectif des « délinquants solidaires » qui vise à ce que les citoyens ou associations aidant les migrants ne puissent plus être poursuivis. Les associations suivantes en sont également membres :
- La CIMADE ;
- Le GISTI.

Sur la lutte contre la pauvreté
- ATD Quart Monde.

Sur le droit au logement
- Droit au Logement, également connu sous l'acronyme DAL[27].

Sur les prisons
- L’Observatoire international des prisons (OIP)[28].

Personnalités françaises engagées auprès d'Emmaüs
- L'acteur Lambert Wilson, qui a joué l'abbé Pierre dans le film Hiver 54, l'abbé Pierre, est toujours resté proche d'Emmaüs ;
- L'ancien footballeur Éric Cantona milite auprès de la Fondation Abbé-Pierre, membre d'Emmaüs France ;
- L'acteur Jean Reno prête lui aussi régulièrement son image à la Fondation Abbé-Pierre ;
- Le chanteur Cali est régulièrement présent lors des événements d'Emmaüs en France (célébration des 60 ans d'Emmaüs au Zénith de Paris fin 2009, manifestations pour le droit des migrants sans papiers) ;
- Les chanteuses Diam's et Olivia Ruiz se sont également produites pour les militants d'Emmaüs lors de la célébration des 60 ans d'Emmaüs.

### Emmaüs International aujourd'hui

#### Légataire universel de l'abbé Pierre
Depuis le décès de l’abbé Pierre, Emmaüs International en est le légataire universel. Ainsi, l'association Emmaüs International est légalement garante de la mémoire de l'abbé Pierre et reçoit les droits d'auteurs de ses œuvres ainsi que les legs et testaments à ce nom.

#### Organisation
Les 350 groupes Emmaüs sont depuis 2004 organisés en quatre régions (Europe, Afrique, Amériques, Asie). Ils sont représentés au sein du Conseil d'administration par des conseillers élus dans chaque région Emmaüs.
Le Conseil d'administration est chargé de mettre en œuvre les orientations, propositions, décisions votées à l'assemblée générale, d'animer et coordonner la réflexion en faveur de la lutte pour les droits des plus pauvres à travers le monde, d'organiser la politique de communication d'Emmaüs International vers le grand public et les pouvoirs politiques, de coordonner les actions de solidarité et le partage des ressources entre toutes les organisations membres d'Emmaüs International, de passer des alliances avec d'autres organisations partageant le même but.
Le comité exécutif, équivalent d'un bureau associatif, est chargé de la gestion courante des affaires d'Emmaüs International, sur mandat donné par le conseil d'administration, et avec l'aide d'un secrétariat international.

#### Axes prioritaires
Emmaüs International fédère ses membres autour de réalisations concrètes et d'actions politiques. Aujourd'hui, le mouvement Emmaüs travaille collectivement sur six axes prioritaires :
Droit à l’eau
L’accès à l’eau potable est un droit humain fondamental. Emmaüs international milite pour une gestion publique et citoyenne permettant l’accès à l’eau et à l’assainissement pour toutes et tous.
Emmaüs International mène au Bénin un projet visant à fournir les 70 000 habitants du lac Nokoué en eau potable. Ce projet se distingue par sa dimension participative (forte implication des citoyens dans le processus de décision).
Santé
Le droit à la santé est un droit humain fondamental. Dans ce domaine, Emmaüs International soutient des alternatives qui permettent aux plus exclus de s’organiser pour accéder aux soins par un principe de mutuelles.
Une mutuelle de santé a été mise en place au Bénin et au Burkina Faso pour permettre aux membres des groupes Emmaüs de ces pays d'accéder aux soins. Cette mutuelle est financée par l'apport de groupes Emmaüs ainsi que par des cotisations payés par ses membres. Une mutuelle similaire en Asie existe en Inde et au Bangladesh.
Finance éthique
Parce qu’un monde solidaire ne peut se construire sans le partage équitable des richesses, Emmaüs International milite pour une autre économie fondée sur la solidarité et la lutte contre la financiarisation et la privatisation des biens communs.
Emmaüs International a mis en place avec une banque éthique en Italie, la Banca Popolare Etica, un fonds éthique abondé par les groupes Emmaüs du monde. Ce fonds permet d'attribuer des prêts à des associations ou entreprises (membres ou non du mouvement Emmaüs) qui souhaitent démarrer des projets conformes aux valeurs d'Emmaüs.
Éducation
L’accès à l’éducation est un moyen majeur pour lutter contre les causes de la misère. Emmaüs International coordonne un fonds permettant à ses groupes de mener des actions de terrain et de plaidoyer auprès des populations les plus défavorisées. Les groupes Emmaüs d'Amérique latine ont mis en place une mutualisation d'une partie de leurs ressources pour mener des actions en faveur de l'éducation des enfants des rues. Emmaüs International travaille aujourd'hui à la mutualisation de ces expériences pour construire sur cette question un programme d'action à l'échelle mondiale.
Migrations internationales
Emmaüs International ne cesse de clamer l’urgence de repenser les politiques migratoires, à dominante sécuritaire, qui tuent chaque année des milliers de personnes. Emmaüs International promeut la liberté de circulation et d’installation des personnes à l’échelle mondiale.
Plusieurs actions ont été menées par Emmaüs International en faveur du droit des migrants :
- 2005-2007 : campagne « Migrant, pas esclave ! » pour la signature de la convention des Nations Unies sur les droits des travailleurs migrants (et les membres de leur famille)[35] ;
- 2008 : participation à la campagne euro-africaine, « Des ponts, pas des murs », pour la libre circulation des migrants et contre la directive retour de l'Union européenne (dite « de la honte »)[36] ;
- 2009 : publication du livre Visa pour le monde aux éditions de l'Atelier : recueil de témoignages de migrants et de responsables d'Emmaüs sur cette question. Cet ouvrage a été préfacé par Luiz Inácio Lula da Silva, président de la république fédérative du Brésil[37] ;
- 2013 : création de l'Organisation pour une citoyenneté universelle (O.C.U.) avec la Fondation France libertés Danielle Mitterrand et le Mouvement Utopia.

Traite des personnes
Emmaüs International agit au quotidien pour accueillir les personnes victimes de traite et sensibiliser à ce danger. Il revendique un renforcement des lois de protection des personnes victimes de l’esclavage contemporain.
Emmaüs Europe, engagé sur cet axe depuis sa création en 2005, est précurseur sur ce sujet au sein du Mouvement.

#### Alliances et partenariats d'Emmaüs International
Implication d'Emmaüs International dans des collectifs d'associations
- Emmaüs International est membre du CRID, réseau d'organisations internationales travaillant pour le développement, avec lequel il a organisé la campagne « Des ponts, pas des murs »[38] ;
- Emmaüs International a également le statut d'organisation consultative auprès du conseil économique et social de l'ONU[39].

Personnalités engagées auprès d'Emmaüs hors de France
- Luiz Inácio Lula da Silva, président de la république fédérative du Brésil, a rédigé la préface du livre d'Emmaüs International sur la question des migrants[40] : Visa pour le monde, pour la libre circulation des migrants (Emmaüs International, éditions de l'Atelier, 2009) ;
- Richard Branson, président fondateur de Virgin, a longtemps été engagé auprès d'Emmaüs UK ;
- Cherie Blair, femme de l'ancien premier ministre britannique Tony Blair[41] ;
- Tracy Edwards ;
- Camilla Parker Bowles, duchesse de Cornouailles et épouse du prince Charles, est la « marraine royale » (« royal patron ») d'Emmaüs Royaume-Uni depuis 2006[41] ;
- Terry Waite (en), président d'Emmaüs Royaume-Uni, a été otage pendant plus de sept ans en Afghanistan[41] ;
- Jerry Hall s'est également engagée auprès d'Emmaus UK à plusieurs reprises[42].

Les tableaux ci-dessous présentent la répartition géographique des 308 groupes membres d'Emmaüs International :

#### Région Afrique
Les groupes Emmaüs africains agissent dans plusieurs domaines : accueil de personnes en situation d'exclusion, lutte contre le sida et prévention, accès à l'éducation, mutuelles santé, microcrédits, droit à l'eau, etc. Ils financent leur activité par l'agriculture ainsi que par la vente de matériel récupéré dans les groupes Emmaüs d'Europe et envoyé par conteneurs.
| Pays où Emmaüs est présent | Nombre de groupes Emmaüs par pays |
| -------------------------- | --------------------------------- |
| Afrique du Sud             | 1                                 |
| Bénin                      | 4                                 |
| Burkina Faso               | 4                                 |
| Burundi                    | 1                                 |
| Cameroun                   | 1                                 |
| République du Congo        | 1                                 |
| Côte d'Ivoire              | 1                                 |
| Madagascar                 | 1                                 |
| Togo                       | 1                                 |

#### Région Amérique
Les groupes Emmaüs américains sont principalement implantés en Amérique latine, et majoritairement au sud du continent. Ils pratiquent le travail de récupération et de revente de matériel, de façon similaire à l'activité des communautés Emmaüs européennes. Par ailleurs, ils mènent une activité spécifique (éducation, prévention, soins, etc.) auprès des enfants des rues.
| Pays où Emmaüs est présent | Nombre de groupes Emmaüs par pays |
| -------------------------- | --------------------------------- |
| Argentine                  | 6                                 |
| Bolivie                    | 2                                 |
| Brésil                     | 6                                 |
| Chili                      | 1                                 |
| Colombie                   | 3                                 |
| États-Unis                 | 2                                 |
| Pérou                      | 5                                 |
| Uruguay                    | 3                                 |

#### Région Asie
En Asie, l'activité économique des groupes Emmaüs est basée sur l'agriculture, le commerce équitable (notamment en Inde), et le micro-crédit (au Liban et au Bangladesh). Les groupes Emmaüs indiens mènent une activité spécifique pour les droits des dalits (hors-caste, anciennement dits intouchables).
| Pays où Emmaüs est présent | Nombre de groupes Emmaüs par pays |
| -------------------------- | --------------------------------- |
| Bangladesh                 | 1                                 |
| Inde                       | 4                                 |
| Indonésie                  | 1                                 |
| Liban                      | 1                                 |

#### Région Europe
L'Europe est à la fois le continent où Emmaüs a été créé et celui où le nombre de groupes Emmaüs est le plus important, dans le plus de pays. Les groupes Emmaüs européens mènent des activités très variées ayant en commun la lutte contre l'exclusion. La majorité d'entre eux pratiquent une activité économique, souvent basée sur la revente de matériel récupéré. Le modèle de groupes Emmaüs le plus développé en Europe est celui des communautés, mais de nombreux autres types de structures existent.
| Pays où Emmaüs est présent | Nombre de groupes Emmaüs par pays |
| -------------------------- | --------------------------------- |
| Allemagne                  | 4                                 |
| Belgique                   | 4                                 |
| Bosnie-Herzégovine         | 1                                 |
| Danemark                   | 2                                 |
| Espagne                    | 5                                 |
| Finlande                   | 5                                 |
| France                     | 197                               |
| Italie                     | 13                                |
| Pays-Bas                   | 14                                |
| Pologne                    | 3                                 |
| Portugal                   | 2                                 |
| Royaume-Uni                | 20                                |
| Roumanie                   | 1                                 |
| Suède                      | 5                                 |
| Suisse                     | 10                                |
| Ukraine                    | 1                                 |

### Place de marché en ligne «label-emmaüs.co»

À l'occasion de son salon annuel le dimanche 5 juin 2016, le mouvement Emmaüs a présenté un site solidaire de revente d'objets d'occasion, la place de marché en ligne « label-emmaus.co », censée concurrencer les géants du commerce en ligne (leboncoin.fr, amazon.com, etc.). Ce site a été lancé en décembre 2016 et propose des milliers de livres, vêtements, d'objets et meubles d'occasion sélectionnés et mis en ligne par les compagnons et personnes en insertion au sein des structures Emmaüs partenaires du projet.